# Josh Johnson (calciatore)
Josh Johnson (Carenage, 16 aprile 1981) è un ex calciatore trinidadiano, di ruolo centrocampista.

## Carriera

### Club
Ha giocato in patria con il San Juan Jabloteh, collezionando più di 150 presenze e vincendo due campionati, una coppa nazionale e due coppe di lega; vanta inoltre due presenze nella CONCACAF Champions League.
Trasferitosi in Galles ha vinto il campionato 2008-2009 con la maglia del Rhyl e ha collezionato 39 presenze nella massima serie gallese.
Ha giocato anche nelle serie minori del campionato professionistico inglese.

### Nazionale
Conta 4 presenze con la nazionale trinidadiana senza gol all'attivo nel biennio 2001-2002.

## Palmarès

### Club
- Campionato trinidadiano di calcio: 2

San Juan Jabloteh: 2002, 2003-2004
- Trinidad & Tobago FA Cup: 1

San Juan Jabloteh: 2005
- Coppa di Lega di Trinidad e Tobago: 2

San Juan Jabloteh: 2000, 2003
- Campionato gallese: 1

Rhyl: 2008-2009